# Luis Suárez Miramontes
Luis Suárez, teljes nevén Luis Suárez Miramontes (A Coruña, 1935. május 2. – Milánó, 2023. július 9.) Európa-bajnok és aranylabdás spanyol válogatott labdarúgó, edző. Játékos-pályafutása legsikeresebb éveit a Barcelonában és az Interben töltötte.

## Pályafutása

### Kezdetek
Suárez A Coruña városában született, ennek legnagyobb csapatában, a Deportivóban kezdett el játszani. Bemutatkozására a nagycsapatban 1953-ban került sor. Érdekesség, hogy az ellenfél későbbi csapata, a Barcelona volt. A végeredmény súlyos, 6–1-es vereség lett. A Deportivónál egy szezont töltött, ezalatt 17 mérkőzésen lépett pályára, melyeken 3 gólt szerzett. 1954-ben a Barcelonához igazolt, ám első szezonját nagyrészt annak tartalékcsapatában, a CD Espanya Industrialban töltötte.

### Barcelona
1955-ben már az FC Barcelona első csapatába is bekerült. A csapatban ekkor többek között Kubala László, Czibor Zoltán, Kocsis Sándor, Antoni Ramallets és Evaristo de Macedo játszottak. Ittléte alatt Suárez folyamatosan a csapat meghatározó tagja volt. A legendás Helenio Herrera edzősége alatt két bajnoki címet, egy kupa- és egy VVK-győzelmet szerzett csapatával. 1960-ban az Aranylabdát is megkapta.

### Internazionale
1961-ben az Internazionale játékosa lett, 250 millió lírás (142 ezer font) átigazolási díja a világ akkori legdrágább játékosává tette. A Grande Internek folyamatosan meghatározó tagja volt, az itt töltött kilenc év alatt három bajnoki címet, két BEK- és két világkupa-győzelmet aratott. Összesen 328 mérkőzésen lépett pályára, 55 gólt szerezve.

### Sampdoria
Pályafutása utolsó három évét a Sampdoria csapatánál töltötte. Ezek az évek már nem voltak túl sikeresek, legjobb eredménye a csapattal egy bajnoki nyolcadik helyezés volt.

### Válogatott
A spanyol labdarúgó-válogatottban 1957 és 1972 között szerepelt. Hiába játszott azonban 15 évig a nemzeti csapatban, mégis csak 32-szer léphetett pályára, ezeken 15 gólt szerzett. Legnagyobb sikere az 1964-es Európa-bajnoki cím, amely 2008-ig a spanyol válogatott egyetlen nemzetközi sikere volt felnőtt szinten.

## Karrierje statisztikái
| Teljesítmény klubjában | Teljesítmény klubjában | Teljesítmény klubjában | Bajnokság                    | Bajnokság                | Kupa         | Kupa         | Nemzetközi | Nemzetközi | Összesen | Összesen |
| Szezon                 | Klub                   | Bajnokság              | Mérk.                        | Gól                      | Mérk.        | Gól          | Mérk.      | Gól        | Mérk.    | Gól      |
| Spanyolország          | Spanyolország          | Spanyolország          | Bajnokság                    | Bajnokság                | Copa del Rey | Copa del Rey | Európa     | Európa     | Összesen | Összesen |
| ---------------------- | ---------------------- | ---------------------- | ---------------------------- | ------------------------ | ------------ | ------------ | ---------- | ---------- | -------- | -------- |
| 1953–54                | Deportivo La Coruña    | La Liga                | 17                           | 3                        | —            | —            | —          | —          | 17       | 3        |
| 1953–54                | Barcelona              | La Liga                | 0                            | 0                        | 7            | 0            | —          | —          | 7        | 0        |
| 1954–55                | CD Condal              | Segunda División       |                              |                          |              |              |            |            |          |          |
| 1954–55                | Barcelona              | La Liga                | 6                            | 3                        | 1            | 1            | —          | —          | 7        | 4        |
| 1955–56                | Barcelona              | La Liga                | 17                           | 6                        | 2            | 0            | 0          | 0          | 19       | 6        |
| 1956–57                | Barcelona              | La Liga                | 21                           | 13                       | 2            | 0            | 0          | 0          | 21       | 13       |
| 1957–58                | Barcelona              | La Liga                | 12                           | 2                        | 6            | 5            | 2          | 2          | 20       | 9        |
| 1958–59                | Barcelona              | La Liga                | 26                           | 14                       | 9            | 6            | 2          | 0          | 37       | 20       |
| 1959–60                | Barcelona              | La Liga                | 23                           | 13                       | 2            | 0            | 10         | 1          | 35       | 14       |
| 1960–61                | Barcelona              | La Liga                | 17                           | 10                       | 0            | 0            | 11         | 5          | 28       | 15       |
| Olaszország            | Olaszország            | Olaszország            | Bajnokság                    | Bajnokság                | Coppa Italia | Coppa Italia | Európa     | Európa     | Összesen | Összesen |
| 1961–62                | Internazionale         | Serie A                | 27                           | 11                       | —            | —            | 5          | 4          | 32       | 15       |
| 1962–63                | Internazionale         | Serie A                | 29                           | 8                        | 1            | 0            | —          | —          | 30       | 8        |
| 1963–64                | Internazionale         | Serie A                | 27                           | 3                        | —            | —            | 9          | 1          | 36       | 4        |
| 1964–65                | Internazionale         | Serie A                | 29                           | 8                        | 3            | 1            | 9          | 2          | 41       | 11       |
| 1965–66                | Internazionale         | Serie A                | 27                           | 5                        | 2            | 0            | 7          | 0          | 36       | 5        |
| 1966–67                | Internazionale         | Serie A                | 32                           | 3                        | 2            | 1            | 9          | 1          | 43       | 5        |
| 1967–68                | Internazionale         | Serie A                | 29                           | 2                        | 9            | 1            | —          | —          | 38       | 3        |
| 1968–69                | Internazionale         | Serie A                | 29                           | 1                        | —            | —            | —          | —          | 29       | 1        |
| 1969–70                | Internazionale         | Serie A                | 28                           | 1                        | 5            | 1            | 10         | 1          | 43       | 3        |
| 1970–71                | Sampdoria              | Serie A                | 28                           | 5                        |              |              |            |            |          |          |
| 1971–72                | Sampdoria              | Serie A                | 27                           | 4                        |              |              |            |            |          |          |
| 1972–73                | Sampdoria              | Serie A                | 8                            | 0                        |              |              |            |            |          |          |
| Összesen               | Spanyolország          | Spanyolország          | \|\|\|\|\|\|\|\|\|\|\|\|\|\| |                          |              |              |            |            |          |          |
| Összesen               | Olaszország            | Olaszország            | \|320                        | 51\|\|\|\|\|\|\|\|\|\|\| |              |              |            |            |          |          |
| Karrierje összesen     | Karrierje összesen     | Karrierje összesen     | \|\|\|\|\|\|\|\|\|\|\|\|\|\| |                          |              |              |            |            |          |          |

## Sikerei, díjai

### Klubcsapatok
FC Barcelona
- Spanyol bajnok: 1958–59, 1959–60
- Spanyol kupa: 1957, 1958–59
- Vásárvárosok kupája: 1955–58, 1958–60

Internazionale
- Olasz bajnok: 1962–63, 1964–65, 1965–66

### Válogatott
Spanyolország
- Európa-bajnok: 1964

### Egyéni
- Aranylabda: 1960

## Külső hivatkozások
- Válogatott statisztikái
- Statisztikái játékosként Spanyolországban
- Statisztikái edzőként Spanyolországban
- http://www.tribalfootball.com/?q=content/inter-milan-scout-suarez-confirms-di-maria-interest